# 马德华
马德华（1945年8月11日—），籍贯山东省武城县，回族，中国一级演员。

## 生平
马德华初为北方昆曲剧院的昆曲丑角演员，1982年出演电视剧《西游记》，在其中不仅饰演主角之一猪八戒，同时还饰演天蓬元帅、山神等，一举成名。
之后，又出演《老人的故事》、《吴承恩与西游记》等电视剧。

## 作品

### 电视剧
- 1986年，《西游记》饰演猪八戒
- 2006年，《老人的故事》
- 2007年，《吴承恩与西游记》饰演猪八戒
- 2008年，《京东三支花》与倪虹扮演夫妻。
- 2011年，《冒牌董事长》饰演廖总
- 2012年，《喜事连连剩男相亲记》饰演老关